# Хелловін (фільм, 2007)
«Хелловін» (англ. Halloween) — американський фільм 2007 року, рімейк фільму Джона Карпентера 1978 року.

## Сюжет
В американському містечку напередодні Хелловіна невелика група хуліганів задумали познущатися над школярем Майклом Майерсом. В результаті їх разом з батьками викликали до директора. Місіс Майєрс приходить до кабінету Семюеля Луміса — психіатра, який працює з її сином. Він повідомляє, що у Майкла спостерігаються деякі проблеми з психікою. Луміс зауважує, що у хлопчика є дуже дивне захоплення — вбивати тварин. Доктор робить припущення, що Майкл в майбутньому може здійснити і більш серйозні злочини. Після інциденту на Хелловін Майкл тільки чекав можливості, щоб помститися своїм кривдникам. Незабаром він наштовхнувся на одного з них і нападає на нього. Після чого Майкл зганяє злість на своїй сестрі. Коли та заявила, що бажає провести Хелловін зі своїм коханим, брат вбив її. Трохи пізніше Майкла забрали до психіатричної клініки. Тут за його поведінкою спостерігають фахівці, які бажають допомогти неврівноваженому тинейджеру. Але одного разу Майкл тікає з клініки, і тоді в його рідному місті починають відбуватися криваві вбивства.

## У ролях
| Актор                | Роль                   |
| -------------------- | ---------------------- |
| Малкольм Макдавелл   | доктор Семюель Луміс   |
| Бред Дуріф           | шериф Лі Брекетт       |
| Тайлер Мейн          | Майкл Маєрс            |
| Дег Ферч             | Майкл Маєрс (10 років) |
| Скаут Тейлор-Комптон | Лорі Строуд            |
| Шері Мун Зомбі       | Дебора Маєрс           |
| Вільям Форсайт       | Ронні Вайт             |
| Річард Лінч          | директор Чамберс       |
| Удо Кір              | Морган Вокер           |
| Клінт Говард         | Доктор Копленсон       |
| Денні Трехо          | Ісмаель Крус           |
| Лью Темпл            | Ноель Клаггс           |
| Том Тоулс            | Ларрі Редгрейв         |
| Білл Мослі           | Зак «Z-Man» Гарретт    |
| Леслі Істербрук      | Патті Фрост            |
| Кен Форі             | Великий Джо Гріззлі    |
| Стів Бойлес          | Стен Пейні             |
| Даніель Гарріс       | Енні Брекетт           |
| Скайлер Джізондо     | Томмі Дойл             |
| Дженні Грегг Стюартт | Ліндсі Воллес          |
| Ганна Р. Голл        | Джудіт Маєрс           |

## Касові збори
Під час показу в Україні, що розпочався 25 жовтня 2007 року, протягом перших вихідних фільм демонстрували на 24 екранах, що дозволило йому зібрати $44,869 і посісти 7 місце в кінопрокаті того тижня. Фільм опустився на десяту сходинку українського кінопрокату наступного тижня, хоч досі демонструвався на 24 екранах і зібрав за ті вихідні ще $24,804. Загалом фільм в кінопрокаті України пробув 2 тижні і зібрав $102,105, посівши 106 місце серед найбільш касових фільмів 2007 року.